# Långsjön (By socken, Dalarna, 669487-153225)
Långsjön är en sjö i Avesta kommun i Dalarna och ingår i Dalälvens huvudavrinningsområde. Sjöns area är 0,03 kvadratkilometer och den befinner sig 140 meter över havet.